# Ліхтенау (Баварія)
Ліхтенау (нім. Lichtenau) — громада в Німеччині, розташована в землі Баварія. Підпорядковується адміністративному округу Середня Франконія. Входить до складу району Ансбах.
Площа — 41,39 км2. Населення становить 3856 ос. (станом на 31 грудня 2020).